# Georg Fröhlich (Architekt)
Georg Fröhlich (* 7. Januar 1853 in Göttingen; † 21. Februar 1927 in Hannover) war ein deutscher Architekt und Baubeamter, der als Stadtbaumeister und Stadtbaurat in Stade und Linden wirkte.

## Leben

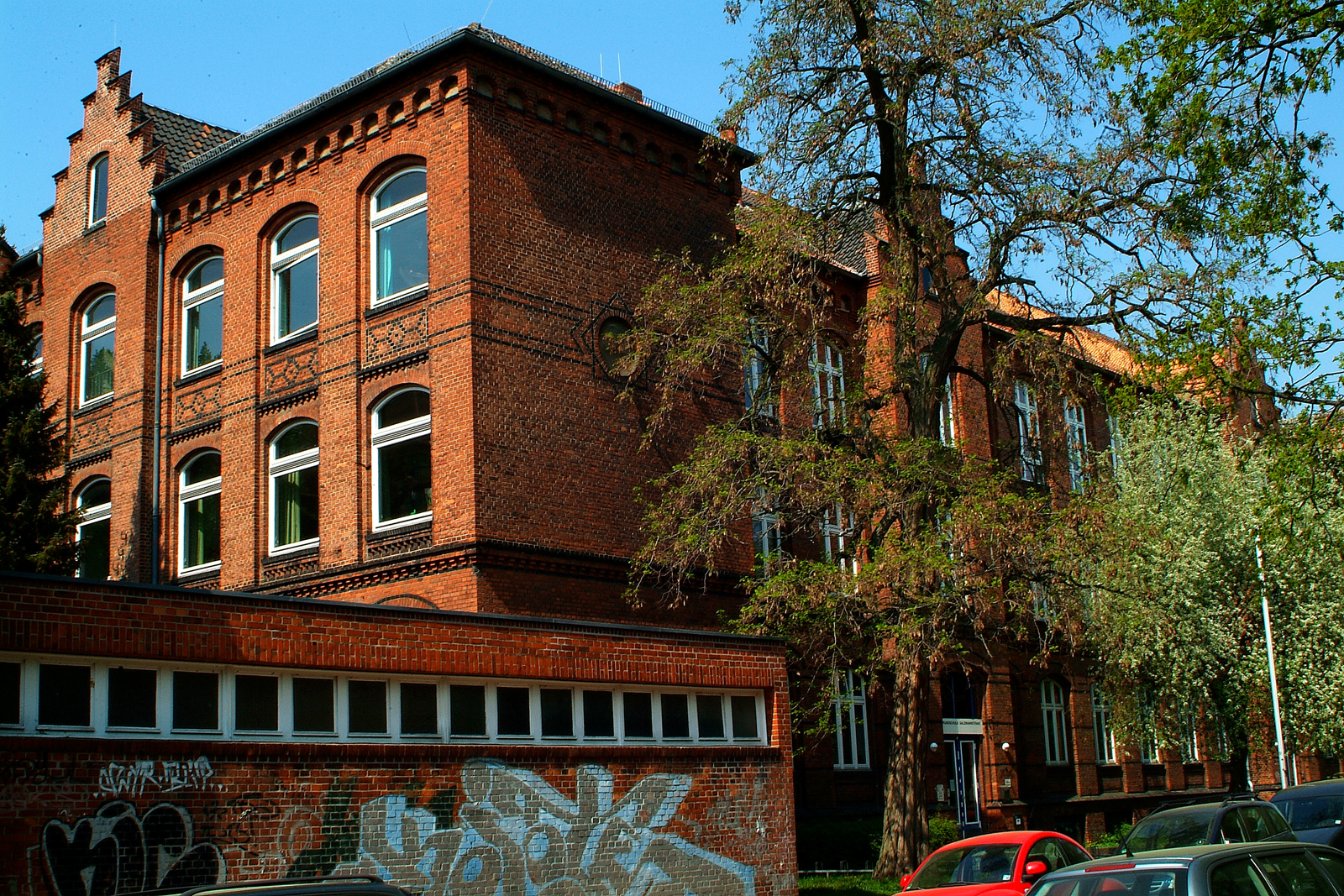
Heutige Grundschule Salzmannstraße in Linden-Nord, 1899

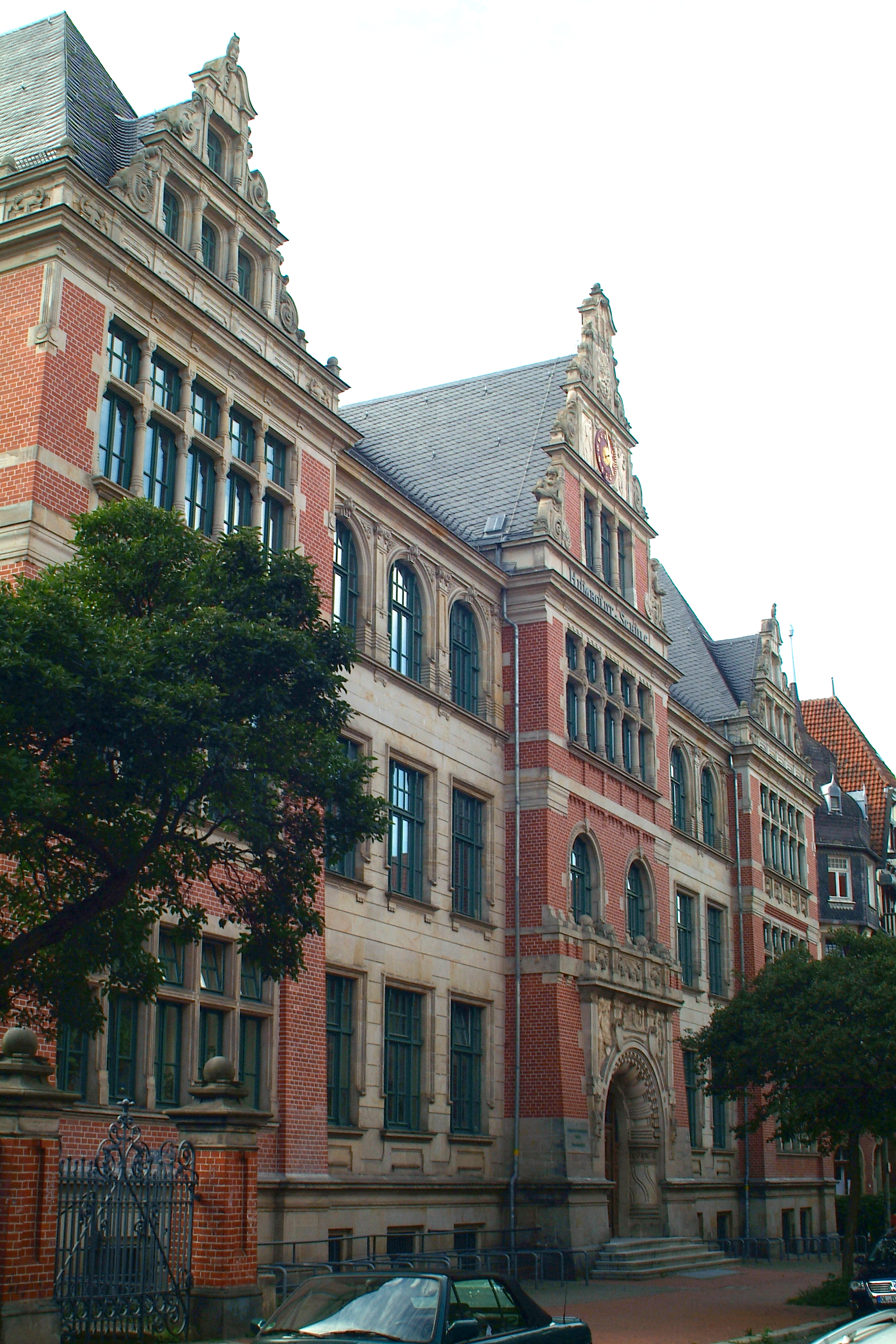
Die ehemalige Humboldtschule in Hannover, 1901–1904, heute Gebäude der Sekundar-Stufe II der IGS Linden

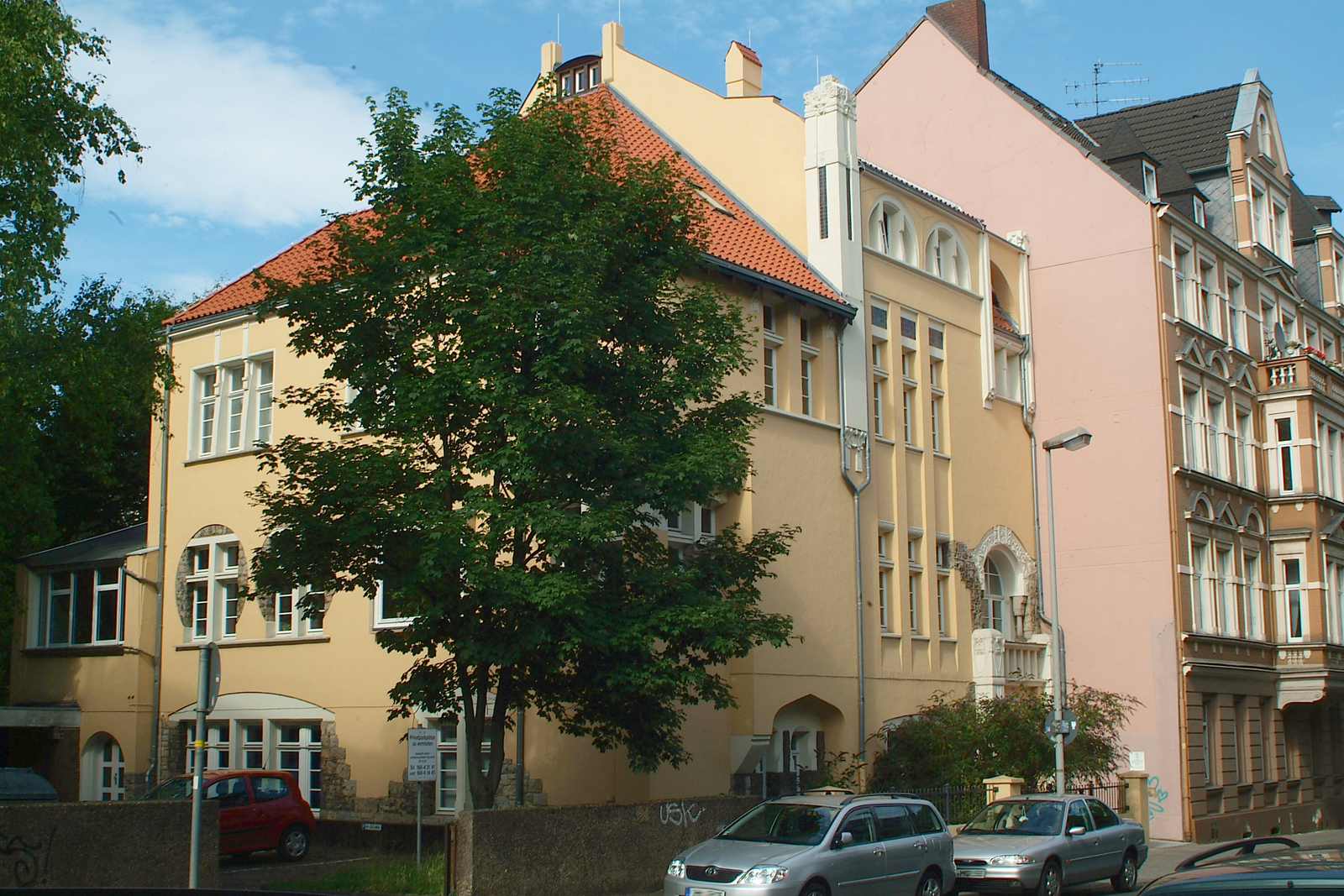
„Dienstwohnung“ für Bürgermeister Hermann Lodemann, 1905

Noch im Königreich Hannover geboren, studierte Georg Fröhlich in den Jahren nach der Gründung des Deutschen Kaiserreichs 1873 bis 1874 an der Polytechnischen Schule Hannover als Schüler von Conrad Wilhelm Hase. Daran anschließend wurde er zum Stadtbaumeister in Stade berufen.
Ab 1891 bis 1911 war Fröhlich zuerst als Stadtbaumeister in Linden tätig, später auch als Stadtbaurat in der seinerzeit noch selbständigen Stadt vor Hannover. Als solcher schuf er insbesondere öffentliche Bauten, vor allem Schulgebäude, zu deren Gestaltung um 1900 er insbesondere die Architekten Alfred Sasse und Carl Arend beauftragte.

## Werk

### In Linden
Sämtliche erhaltenen Gebäude, insbesondere die Schulbauten von Georg Fröhlich, stehen heute unter Denkmalschutz. Unter anderem schuf Fröhlich in Linden:
- 1894: Planung für eine städtische Arbeitersiedlung im Fössefeld (nicht ausgeführt)[1]
- vorbereitende Entwürfe für das Neue Rathaus am Lindener Markt[1]
- 1899: Entwurf der Grundschule Salzmannstraße[1]
- 1901–1904: Grundrisse der Humboldtschule (Fassadengestaltung durch Alfred Sasse)[1]
- 1905: Dienstwohnung für den Bürgermeister Hermann Lodemann, Badenstedter Straße 12[1]
- 1905: Mittelschule am Lindener Berg[1] (heute Teil der IGS Linden)[6]
- 1906: Krankenhaus Siloah[1]
- 1906–1908: Eichendorffschule[1], Hennigestraße 3 (katholische Grund- und Volksschule)[7]
- 1910–1912: Friederikenschule (gemeinsam mit Arend)[1]